# René Sparenberg
René Sparenberg (Semarang,  3. prosinca 1918.) je bivši nizozemski hokejaš na travi. Igrao je na mjestu napadača.
Rodio se u indonezijskom gradiću Semarangu na otoku Javi koji je u ono doba bio dijelom Nizozemske Istočne Indije.
Osvojio je brončano odličje na hokejaškom turniru na Olimpijskim igrama 1936. u Berlinu igrajući za Nizozemsku. Odigrao je pet susreta. Te godine je igrao za HMHC.

## Vanjske poveznice
- Profil na Database Olympics
- Profil na Sports-Reference.com  Arhivirana inačica izvorne stranice od 11. listopada 2012. (Wayback Machine)